# あくまのまま
『あくまのまま』は、くずしろによる日本の漫画。『ガンガンONLINE』（スクウェア・エニックス）にて2018年10月25日更新分より連載中。

## 登場人物
セーレ
桜に召喚された悪魔。桜の「ママ」になって欲しいという願いに応じて、桜のママとなる。当初、桜の亡き母親に変身したが、桜から「それじゃただの女装、セーレのまま「ママ」になって欲しい。」という指摘を受け、悪魔で男のまま、桜のママとなる。当初は、悪魔の術を使って家事を行おうとしたが、桜から「ズル」という指摘があり、術を封印。日本のママに順応していくようになる。
増田桜（ますだ さくら）
小学校4年生。悪魔・セーレを召喚し、「ママ」になって欲しいと願う。生まれてすぐお母さんを亡くしているため、桜にとっての母親(ママ)像は、周りにいた他人の母親であり、母親とやりたかったこと、して欲しかったことを「ママ」としてのセーレに望んでいる。
増田聖（ますだ ひじり）
桜の兄。中学2年生。反抗期真っ只中で、突然現れ「ママ」になるという悪魔・セーレに反発している。
増田悟（ますだ さとる）
桜と聖の父。漫画出版社の編集。仕事で不在がちのため、セーレをママになることに合意した。
増田祈（ますだ いのり）
桜と聖の母。桜出産後、故人となる。
優子（ゆうこ）
通称ゆーちゃん。桜の家のお隣さん。
玉木かな（たまき かな）
桜の友達。
ガープ
セーレの同僚の悪魔。長から渡されたパスで、桜の家に現れた。定期的に、桜の家に居ついており、聖に懐かれている。日本の漫画作品を嗜好しており、契約者の柳田鬱のファン。
柳田鬱（やなぎだしげる）
ガープの契約者。25歳、漫画家。「たくさんは望めない」の作者、悟の出版社で発行している。ガープに自分の漫画を聖書ばりに売って欲しいと望む。
柳田八雲（やなぎだやくも）
桜と聖の祖父。

## 書誌情報
- くずしろ『あくまのまま』スクウェア・エニックス〈ガンガンコミックスONLINE〉、既刊2巻（2020年2月28日現在）
  1. 2019年9月23日発売[2][3]、ISBN 978-4-7575-6173-1
  2. 2020年2月28日発売[4]、ISBN 978-4-7575-7013-9